# Municipio de Walle
El municipio de Walle (en inglés: Walle Township) es un municipio ubicado en el condado de Grand Forks en el estado estadounidense de Dakota del Norte. En el año 2010 tenía una población de 457 habitantes y una densidad poblacional de 4,53 personas por km².

## Geografía
El municipio de Walle se encuentra ubicado en las coordenadas 47°47′43″N 97°2′3″O / 47.79528, -97.03417. Según la Oficina del Censo de los Estados Unidos, el municipio tiene una superficie total de 100.78 km², de la cual 100,27 km² corresponden a tierra firme y (0,51 %) 0,51 km² es agua.

## Demografía
Según el censo de 2010, había 457 personas residiendo en el municipio de Walle. La densidad de población era de 4,53 hab./km². De los 457 habitantes, el municipio de Walle estaba compuesto por el 98,03 % blancos, el 0,88 % eran amerindios, el 0,44 % eran asiáticos y el 0,66 % eran de una mezcla de razas. Del total de la población el 0 % eran hispanos o latinos de cualquier raza.